# Andover (Iowa)
Andover es una ciudad situada en el condado de Clinton, Estado de Iowa, Estados Unidos. Según el censo de 2000 tenía una población de 87 habitantes.

## Demografía
Según el censo de 2000, había 87 personas, 39 hogares y 26 familias residiendo en la localidad. La densidad de población era de 169,86 hab./km². Había 40 viviendas con una densidad media de 77,2 viviendas/km². El 94,25% de los habitantes eran blancos, y el 5,75% pertenecía a dos o más razas.
Según el censo, de los 39 hogares, en el 35,9% había menores de 18 años, el 51,3% pertenecía a parejas casadas, el 7,7% tenía a una mujer como cabeza de familia, y el 33,3% no eran familias. El 30,8% de los hogares estaba compuesto por un único individuo, y el 23,1% pertenecía a alguien mayor de 65 años viviendo solo. El tamaño promedio de los hogares era de 2,23 personas, y el de las familias de 2,77.
La población estaba distribuida en un 26,4% de habitantes menores de 18 años, un 4,6% entre 18 y 24 años, un 31,0% de 25 a 44, un 17,2% de 45 a 64, y un 20,7% de 65 años o mayores. La media de edad era 40 años. Por cada 100 mujeres había 97,7 hombres. Por cada 100 mujeres de 18 años o más, había 120,7 hombres.
Los ingresos medios por hogar en la localidad eran de 33.750 dólares ($), y los ingresos medios por familia eran 36.250 $. Los hombres tenían unos ingresos medios de 31.250 $ frente a los 19.167 $ para las mujeres. La renta per cápita para la ciudad era de 19.843 $. El 3,3% de la población y el 8,0% de las familias estaban por debajo del umbral de pobreza. El 5,9% de los menores de 18 años vivían por debajo del umbral de pobreza.

## Geografía
Según la Oficina del Censo de los Estados Unidos, la localidad tiene un área total de 0,51 km², la totalidad de los cuales corresponden a tierra firme.